# Cloderico
Cloderico (c. 485 - 508), fue rey de los francos ripuarios en Colonia entre 507 y 508. Hijo de Sigeberto el Cojo, rey de los francos ripuarios.

## Biografía
Gregorio de Tours cuenta que Cloderico luchó junto a Clodoveo I en la batalla de Vouillé contra el rey visigodo Alarico II. Algún tiempo después de la campaña, Clodoveo envía un mensaje a Cloderico diciéndole que si Sigeberto el Cojo muriera, Cloderico heredaría tanto el reino como su amistad. Cloderico luego organiza el asesinato de su padre. Pero Cloderico fue asesinado poco después por los enviados de Clodoveo, quienes tomaron el reino de Colonia.
El escritor Georges Bordonove está sorprendido por esta historia. Señala que Clodoveo no usó esos medios desviados para eliminar a otros reyes francos: atacó a Chacaric, lo tomó prisionero, junto con sus hijos, los esquivó y los ordenó respectivamente sacerdote y diácono, luego cambió de opinión y los hizo  ejecutar, temiendo una futura revuelta. Para Ragnachaire, rey de Cambrai, lo atacó directamente, después de corromper a parte de su ejército, capturó a Ragnachaire y a su hermano Richer y los hizo ejecutar. Luego mata a otro rey, Ragnomer. Se puede argumentar que Clodoveo no tuvo quejas contra Cloderico contra Chacaric y Ragnachaire, pero Gregorio de Tours no menciona quejas particulares contra el hijo de Chacaric, Richer o Ragnomer. Después de la muerte de Cloderico, es cierto que los francos ripuarios elijan y alcen a Clodoveo, luego son particularmente fieles a Teodorico I después de la división del reino franco en 511, aparte del episodio de la revuelta de Munderico en 534. Parece dudoso que los francos ripuarios fueran tan leales si Clodoveo hubiera sido el asesino de dos de sus reyes. Godefroid Kurth, seguido por Georges Bordonove, propone otra interpretación de este episodio: mientras Cloderico ayuda a Clodoveo a apoderarse de Aquitania, después de la victoria de Vouillé, Sigeberto el Cojo es asesinado en una emboscada en el bosque de Buconia. Cloderico regresa a toda prisa para ser reconocido como rey, pero muere poco después, quizás asesinado durante los problemas que siguieron a la muerte de su padre. Como no tiene un hijo adulto para sucederlo, la anarquía se instala en Colonia, y Clodoveo va allí para ponerle fin. Al hacerlo, es elegido rey de Colonia por los francos. Para la gente, el primer asesinato siguió siendo misterioso, y el rumor, que buscaba saber quién se estaba beneficiando del crimen, luego acusa a Cloderico de haber asesinado a su padre, y luego a Clodoveo del mismo crimen contra Cloderico. Estos son los rumores que Gregorio de Tours repitió algunas décadas después.

## Familia
Ningún documento menciona sucesores, pero se le pueden atribuir:
- Munderico, pretendiente austrasiano. "La vida de San Gundulfo", obispo de Tongeren, escrita en el siglo XII, describe a Gundulfo como "de la rama de los reyes francos nacidos del parricida Cloderico" e "hijo del difunto Munderico a quien el rey Teodorico había matado". Añade también: "El juicio de Dios comenzó cuando permitió que Munderico pereciera por la espada, él, el hijo del parricida Cloderico". Cronológicamente, Munderico solo puede ser hijo de Cloderico.

- Una hija casada con un miembro de la familia Ferreoli y madre de Agilulfo de Metz, obispo de Metz, y Ansberto el senador.  Hay muchas coincidencias onomásticas entre los descendientes de Munderico y la familia de Ansberto.  A fines del siglo XX, Paul Dacre, generalmente bien informado, escribe que el obispo Agilulfo de Metz es hijo de una hija de Clodoveo. Christian Settipani sugirió una lectura errónea de Chlodoricus (Cloderico) que Paul Dacre interpretó en Chlodovicus (Clodoveo).

- Doda de Reims, segunda abadesa de Saint-Pierre-les-Dames en Reims, a menos que ella fuera solo la sobrina de Cloderico. En el siglo X, Flodoardo, en su "Historia Ecclesiae Remensis", nombra a los fundadores de la Abadía de Saint-Pierre-les-Dames: este es un sacerdote llamado Balderico y su hermana Beuva, hijos de un rey Sigeberto. Beuva se convierte en la primera abadesa seguida de su sobrina Doda. Como la fundación se hizo con la ayuda de San Remigio de Reims, este rey Sigeberto no puede ser Sigeberto I, sino Sigeberto el cojo. Doda sería la hija de Cloderico, el único hermano conocido de Balderico y Beuva, pero igualmente podría ser la de otro hermano u otra hermana desconocidos.

Este nombre de Agilulfo llevado por un nieto de Cloderico muestra una relación con los agilolfingos. La descendencia paterna del obispo de Metz es exclusivamente galorromana y la relación solo puede pasar por la madre de Agilulfo. Christian Settipani propone ver en la esposa de Cloderico a una tía abuela de Garibaldo I, primer duque de Baviera, el primer agilolfingo conocido.
- Datos: Q887578